# Lord Tracy
Lord Tracy é uma banda de Hard Rock e Heavy Metal formada em 1985.
A banda inicialmente era formada pelo baixista Kinley "Barney" Wolfe, o baterista Chris Craig e o guitarrista Jimmy Rusidoff. Terry Glaze, ex-Pantera, entrou em 1986 como vocalista. Seu primeiro álbum,Deaf Gods of Babylon, foi lançado no outono de 1989, relativa UNI Records / MCA.[carece de fontes?] O primeiro single do álbum, "Out With The Boys", alcançou a posição #40 na Billboard Mainstream Rock Chart. A balada "Foolish Love", foi o álbum de acompanhamento individual. Embora o "Deaf Gods Of Babylon" não conseguiu vender muitas cópias, mantém-se uma liberação notável pelo seu uso de humor e suas diversas influências, que vão desde Beastie Boys até Motörhead.